# Orléanisten
Orléanisten nannte man in Frankreich die Anhänger des Hauses Orléans.
Einerseits war es während der französischen Revolution die Bezeichnung der Parteigänger von Louis Philippe II. Joseph de Bourbon, Herzog von Orléans (genannt Philippe Égalité). Andererseits bezeichnete man damit seit 1830 die Anhänger von Ludwig Philipp I. während der Julimonarchie.
Letztere zählten meist zum gehobenen Mittelstand (Bourgeoisie) und lösten sich ab 1848, nach dem Sturz des französischen Königs, auf, da sie nun den rivalisierenden Parteien der Legitimisten, Bonapartisten und Republikaner kaum mehr etwas entgegenstellen konnten.
Nach dem Krieg von 1870/71 traten die Orléanisten wieder mehr in den Vordergrund; indes ihre ängstliche Behutsamkeit, ihre übertriebene Rücksichtnahme auf die Klerikalen, endlich der Fusionsversuch der konservativen Elemente mit der legitimistischen Partei, um dem Haupt der Orléansschen Familie, dem Grafen von Paris, nach dem Tod oder der Abdankung des Grafen von Chambord die legitime Nachfolge im Königtum zu sichern, entfremdeten der Partei viele liberale Mitglieder, welche sich der Republik zuwandten. Seit dem Erlöschen der älteren Linie der Bourbonen mit dem Tode des Grafen von Chambord (24. August 1883) haben sich die Orléanisten mit den Legitimisten völlig verschmolzen. Die entscheidende Schwächung der monarchistischen Bewegung, die zu Beginn der Dritten Republik noch etwa das gleiche politische Gewicht wie die Republikaner und zeitweise auch die Mehrheit im Parlament hatte, trat ein, als der monarchistische Staatspräsident Patrice de Mac-Mahon am 16. Mai 1877 seinen Premier- und Innenminister entließ, beide Republikaner, und durch Monarchisten ersetzte, woraufhin er sich durch eine politische Krise gezwungen sah, Neuwahlen auszuschreiben, bei denen die Republikaner siegten; Mac-Mahon sah sich kurz darauf veranlasst, resigniert zurückzutreten, nicht zuletzt durch den Druck, den der Führer der radikaleren der beiden Republikaner-Fraktionen, Léon Gambetta, ausübte. Insgesamt konsolidierte sich damit die republikanische Regierung.

## Liste der orléanistischen Thronprätendenten
| Bild | Name (Lebensdaten)                                                                      | Anmerkungen |
| ---- | --------------------------------------------------------------------------------------- | --- |
|      | Louis Philippe d’Orléans (* 6. Oktober 1773; † 26. August 1850)                         | Von 1830 bis 1848 amtierender König der Franzosen während der „Julimonarchie“. Durch die Februarrevolution abgesetzt. |
|      | Louis Philippe Albert d’Orléans (* 24. August 1838; † 8. September 1894)                | Enkel von König Louis Philippe.                                                                                       |
|      | Louis Philippe Robert d’Orléans (* 6. Februar 1869; † 28. März 1926)                    | Sohn von Philippe d’Orléans.                                                                                          |
|      | Jean Pierre Clément Marie d’Orléans (* 4. September 1874; † 25. August 1940)            | Urenkel von König Louis Philippe.                                                                                     |
|      | Henri Robert Ferdinand Marie Louis Philippe d’Orléans (* 5. Juli 1908; † 19. Juni 1999) | Sohn von Jean d’Orléans.                                                                                              |
|      | Henri Philippe Pierre Marie d’Orléans (* 14. Juni 1933; † 21. Januar 2019)              | Sohn von Henri d’Orléans.                                                                                             |
|      | Jean Charles Pierre Marie d’Orléans (* 19. Mai 1965)                                    | Sohn von Henri Philippe Pierre Marie d’Orléans.                                                                       |